# Instituut voor Oorlogs-, Holocaust- en Genocidestudies

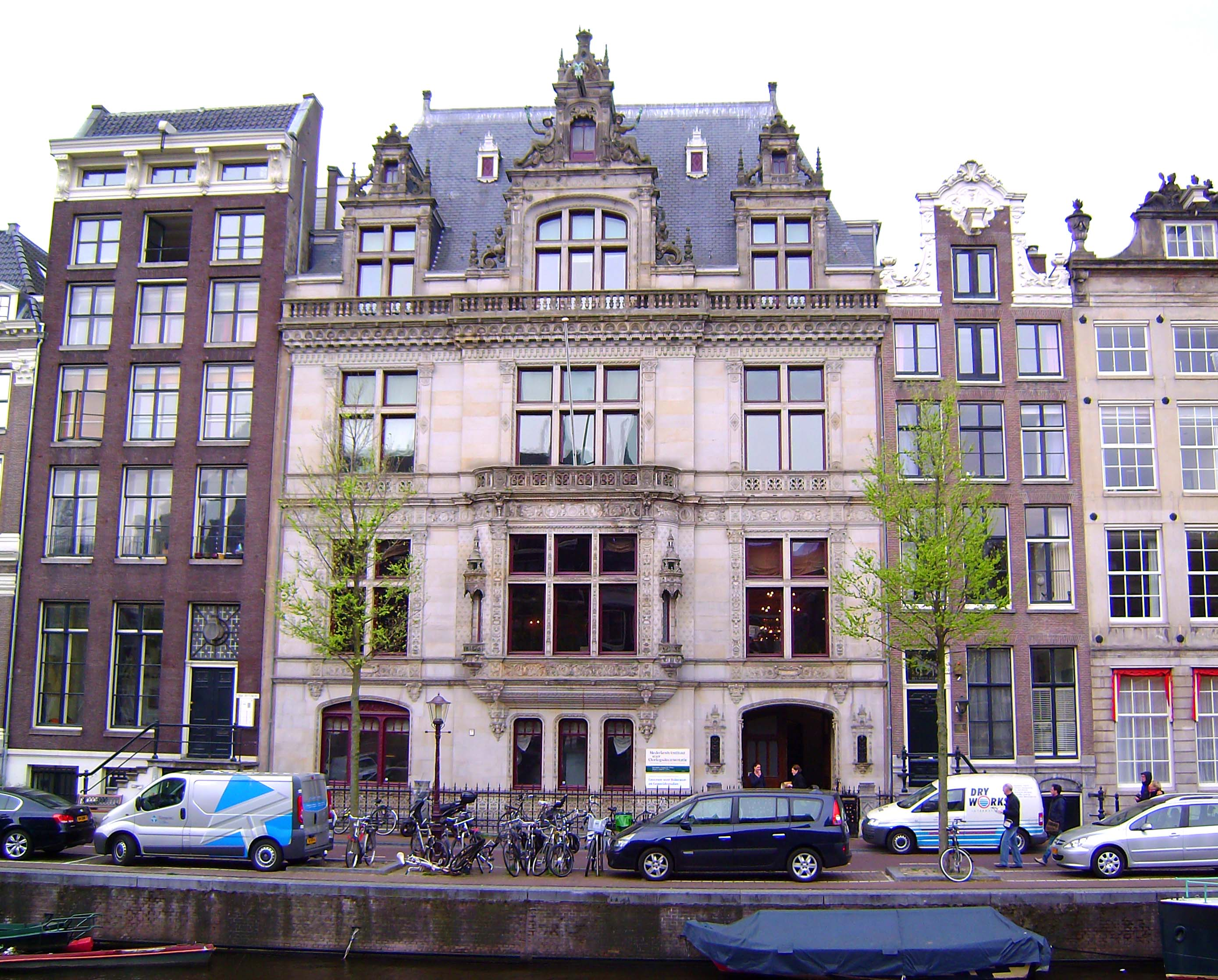
Istituto Olandese per la Documentazione di Guerra in Amsterdam, al nr. 380 di Herengracht

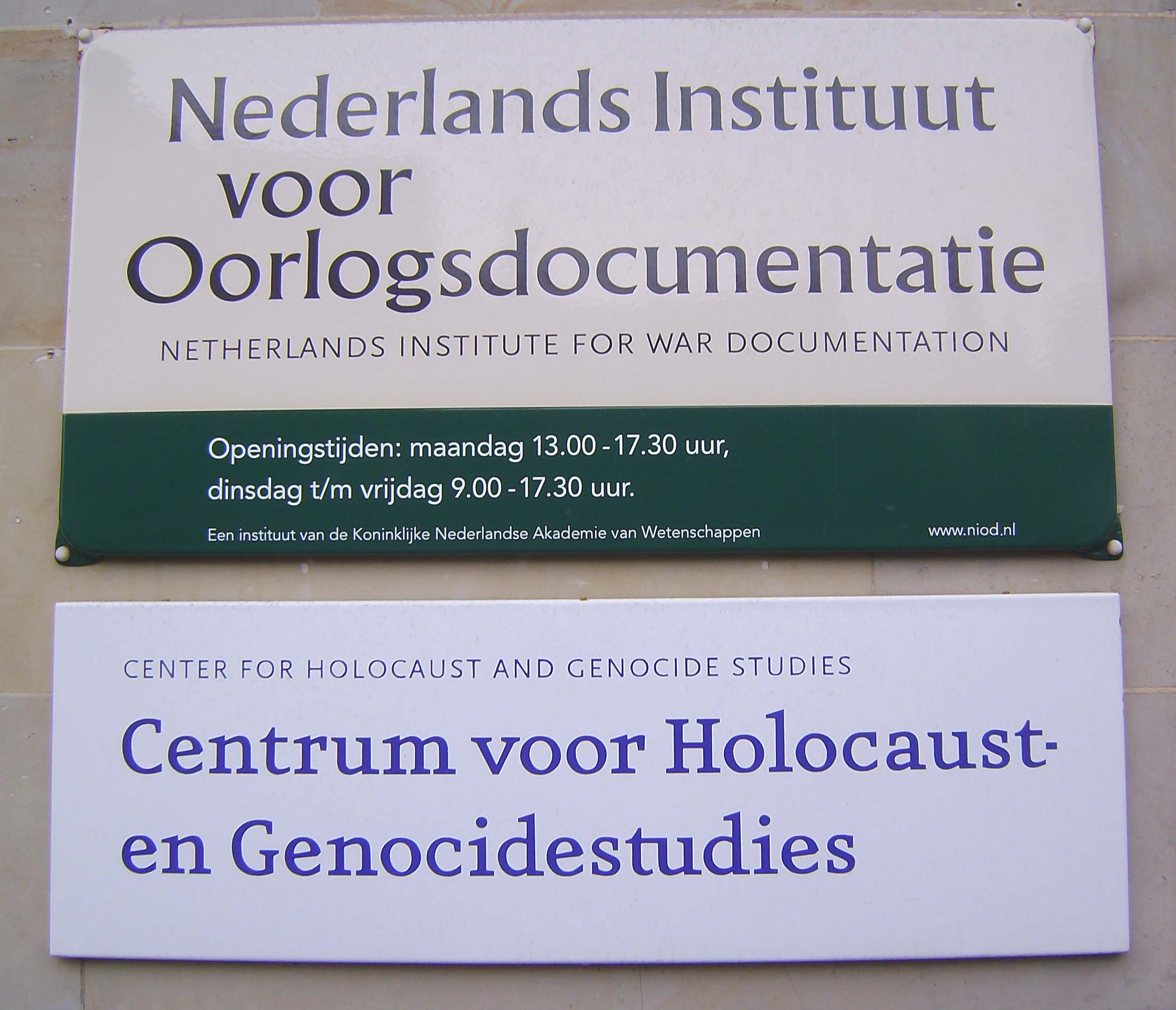
Insegna del NIOD

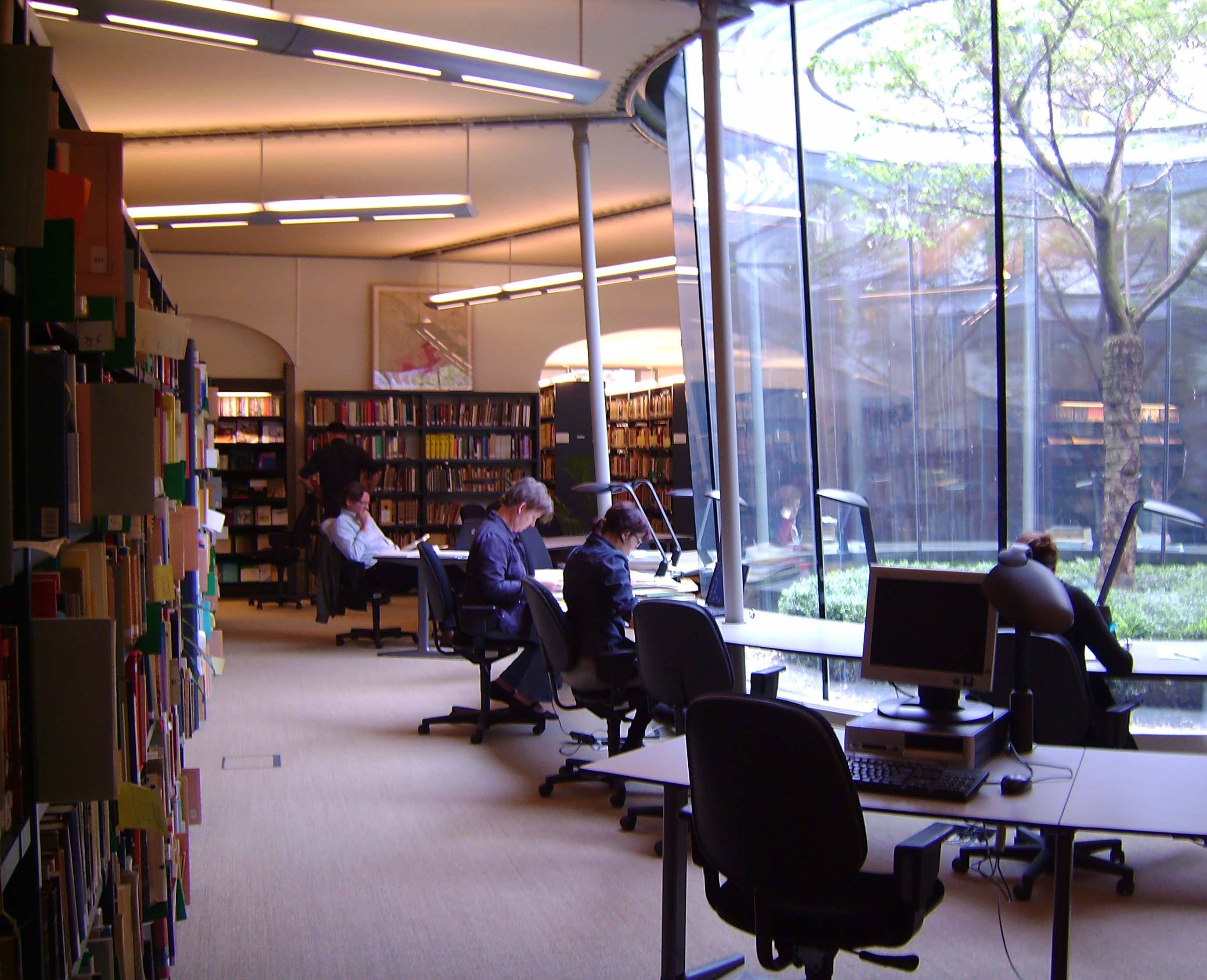
Sala studio del NIOD.

Il NIOD, Nederlands Instituut voor Oorlogsdocumentatie (Istituto Olandese per la Documentazione di Guerra) è un istituto fondato l'8 maggio 1945 con lo scopo di creare un archivio storico sull'occupazione tedesca durante la seconda guerra mondiale e diffonderne la conoscenza. Da qualche anno si occupa anche di raccogliere materiale relativo alla Grande Guerra. Dal 1º gennaio 1999 fa parte dell'Accademia Reale Olandese delle Arti e delle Scienze. Nel 1995 uno studio sul massacro di Srebrenica ha portato alle dimissioni del secondo gabinetto di Wim Kok.
Attualmente il NIOD è diretto da Marjan Schwegman, Peter Romijin e da C. Touwen-Bouwsma.